# 薗田宗恵
薗田 宗恵（そのだ しゅうえ、1863年9月9日〈文久3年7月27日〉 - 1922年〈大正11年〉1月3日）は、浄土真宗本願寺派の僧侶。
和泉国出身。旧姓は浅井。号は確堂。帝国大学文科大学卒。和歌山妙慶寺薗田香潤の養子。本山の文学寮の教授となり、のち寮長。明治32年（1899年）本山の命で最初の北米開教師としてサンフランシスコで布教。帰国後、明治38年（1905年）仏教大学（現・龍谷大学）学長、1912年勧学、1915年再び学長に任ぜられる。長男は独文学者の薗田香勲。

## 著書
- 聖徳太子（仏教学会 1895年3月）
- 第四世伊藤長次郎伝（松田善造 1898年3月）
- 仏教通観 附・通俗仏教修養談（興教書院 1910年3月）
- 仏教と歴史（六条学報社（仏教大学叢書） 1919年7月）
- 米国開教日誌（薗田香勲編 法蔵館 1975年1月）

## 翻訳
- スブハドラ著仏教要論（海外宣教会 1891年3月）

## 参考
- 『新潮日本人名辞典』